# Sergio Rodríguez Gómez
Sergio Rodríguez Gómez, född 12 juni 1986 i Santa Cruz de Tenerife på Teneriffa, är en spansk basketspelare
Han tog OS-silver vid olympiska sommarspelen 2012 i London.

## Lag
- CB Estudiantes (2003–2006)
- Portland Trail Blazers (2006–2009)
- Sacramento Kings (2009–2010)
- New York Knicks (2010)
- Real Madrid (2010–2016)
- Philadelphia 76ers (2016–2017)
- CSKA Moskva (2017–2019)
- Olimpia Milano (2019–2022)
- Real Madrid (2022–)